# Astrocoeniidae
Die Astrocoeniidae sind eine kleine Familie der Steinkorallen (Scleractinia).
Sie wird durch die Gattungen Stylocoeniella und Stephanocoenia repräsentiert. Alle Astrocoeniidae tragen Zooxanthellen. Sie können große Kolonien mit Durchmessern von mehr als 50 cm bilden. Aus Westaustralien wird von Kolonien berichtet, deren Durchmesser mehrere Meter überschreiten. Sie leben häufig an Ab- oder Überhängen von Riffen und besiedeln alle Riffzonen bis etwa 30 m Wassertiefe. Vertreter der Astrocoeniidae kommen häufig an den Verbreitungsgrenzen der Riffe vor. Die Familie ist evolutionsbiologisch von großem Interesse, weil die Gattung Styloconiella vermutlich zu den entwicklungsgeschichtlich ältesten Steinkorallen gehört. Es liegen Fossilfunde vor, die auf die Trias-Zeit (vor ca. 245–210 Millionen Jahren) datiert werden können. In der Karibik ist Stephanocoenia michelinii endemisch. Sie ist häufig mit roten Röhrenwürmern vergesellschaftet. Strecken die Würmer ihre Tentakel aus, erscheint die Oberfläche der Koralle rötlich als treibe es ihr die „Schamesröte ins Gesicht“. Im englischsprachigen Raum trägt sie daher den Trivialnamen „Blushing Star Coral“ (= schamrote Sternkoralle). Für die Seewasseraquaristik ist die gesamte Familie weitgehend bedeutungslos.

## Arten und Gattungen
Das World Register of Marine Species listet derzeit 19 Arten (davon 6 rezent) in 5 Familien.
- Astrocoenia Milne Edwards & Haime, 1848 †
  - Astrocoenia blanfordi Duncan, 1880 †
  - Astrocoenia cellulata Duncan, 1880 †
  - Astrocoenia dachiardii Duncan, 1873 †
  - Astrocoenia dachiardii Duncan, 1863 †
  - Astrocoenia gibbosa Duncan, 1880 †
- Palauastrea Yabe & Sugiyama, 1941
  - Palauastrea ramosa Yabe & Sugiyama, 1941
- Stephanocoenia Milne Edwards & Haime, 1848
  - Stephanocoenia incrustans Duncan, 1873 †
  - Stephanocoenia intersepta (Lamarck, 1816) - synonym, Stephanocoenia michelini
  - Stephanocoenia maxima Duncan, 1880 †
  - Stephanocoenia microtuberculata Duncan, 1880 †
  - Stephanocoenia reussi Duncan, 1868 †
  - Stephanocoenia tenuis Duncan, 1863 †
- Stylocoenia Milne Edwards & Haime, 1849 †
  - Stylocoenia maxima Duncan, 1880 †
  - Stylocoenia ranikoti Duncan, 1880 †
  - Stylocoenia taurinensis Michelin, 1842 †
- Stylocoeniella Yabe & Sugiyama, 1935
  - Stylocoeniella armata (Ehrenberg, 1834)
  - Stylocoeniella cocosensis Veron, 1990
  - Stylocoeniella guentheri (Bassett-Smith, 1890)
  - Stylocoeniella nikei Benzoni & Pichon, 2004